# Stanisława Gierek

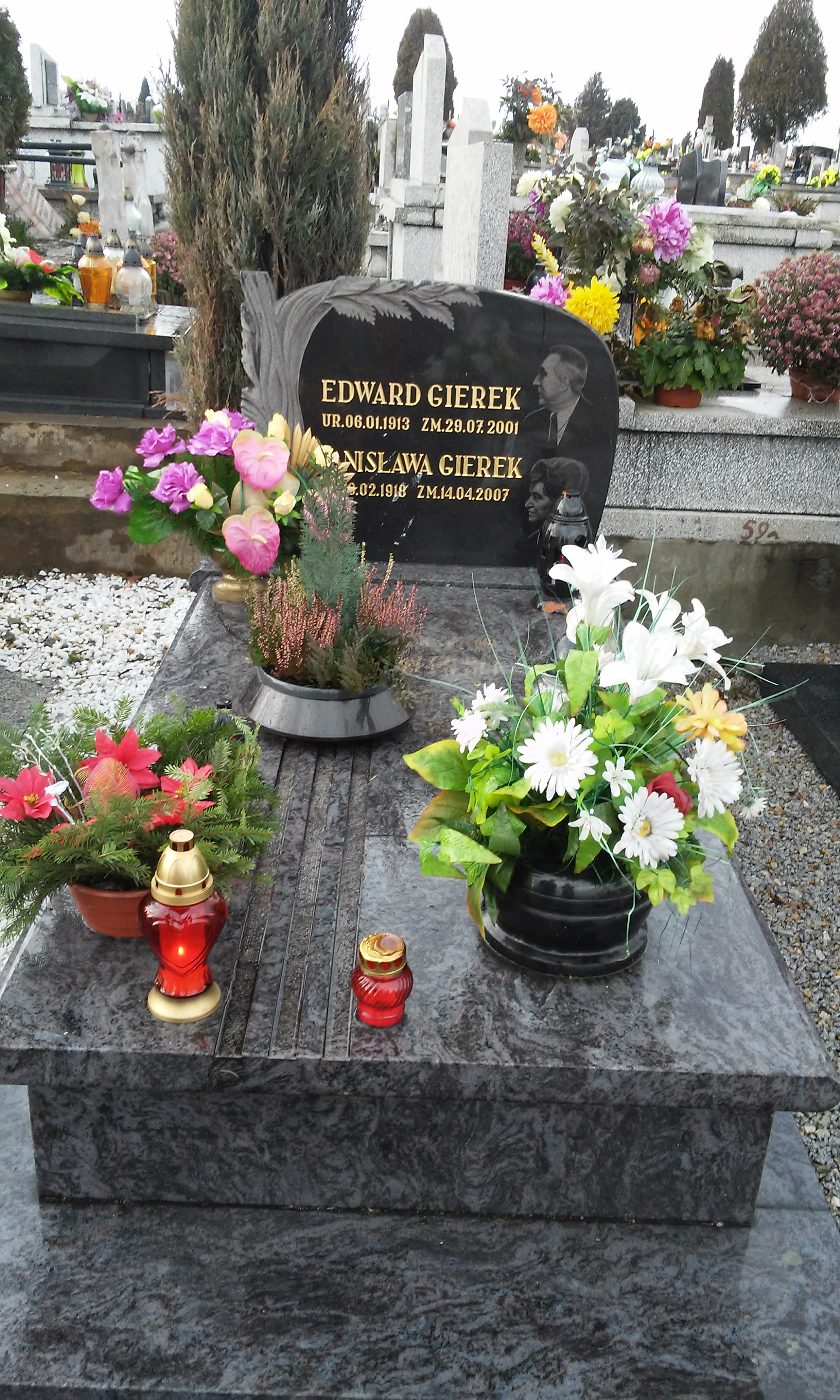
Grób Edwarda i Stanisławy Gierek na cmentarzu w Sosnowcu-Środuli

Stanisława Gierek z domu Jędrusik (ur. 10 lutego 1918 w Sosnowcu, zm. 14 kwietnia 2007 w Cieszynie) – polska magister historii, długoletnia żona Edwarda Gierka; ich małżeństwo trwało sześćdziesiąt cztery lata.

## Życiorys
Córka Antoniego, z górniczej rodziny. Od 10 kwietnia 1937 była żoną działacza komunistycznego Edwarda Gierka (późniejszego I sekretarza KC PZPR), z którym miała trzech synów: Adama, Zygmunta i Jerzego. Na przełomie lat 30. i 40. XX wieku mieszkali w Belgii, dokąd wyjechali „za chlebem”.
Edward Gierek był jednym z pierwszych przywódców bloku wschodniego, który był fotografowany nie tylko w roli polityka, lecz także prywatnie. W związku z tym jego żona wyrosła w oczach opinii publicznej na „pierwszą damę”. Według historyka Jerzego Eislera „była to nie tylko «pierwsza dama» w peerelowskiej Polsce, lecz i w całym bloku państw komunistycznych”.
W czasie, kiedy jej mąż był pierwszym sekretarzem partii krążyły liczne plotki o Stanisławie Gierek, między innymi o jej rzekomych podróżach do Paryża na zakupy lub też do fryzjera. Pracę magisterską z zakresu historii (traktującą o swojej pracy politycznej w Belgii) obroniła pod koniec lat 70. na Wydziale Nauk Społecznych Uniwersytetu Śląskiego. Wnuczka Stanisławy Gierek, Stanisława Gierek-Ciaciura, twierdzi jednak, że ukończyła ona tylko sześć klas szkoły podstawowej i nie znała języków obcych. Z kolei Mieczysław Rakowski pisał w swoich dziennikach, że „Wiluś [Szewczyk] zaklina się, że Stasia [Gierkowa] w październiku ubiegłego roku [1978] obroniła pracę magisterską. Napisała (to znaczy, że ktoś za nią napisał) wspomnienie o swojej pracy politycznej w Belgii. Całość opatrzono tzw. aparatem naukowym i w ten sposób Uniwersytet Śląski nadał jej tytuł magistra”.
Kiedy w sierpniu 1980 po fali podwyżek w Polsce wybuchły strajki ówczesny I Sekretarz KC PZPR Edward Gierek miał być jakoby naciskany przez działaczy partyjnych, aby wprowadzić między innymi totalną blokadę Gdańska. Według Adama Gierka, Stanisława Gierek była jedną z osób namawiających jej męża do prowadzenia negocjacji ze strajkującymi.
Długie lata mieszkała razem z mężem w Katowicach na Brynowie, a przez ostatnie lata życia mieszkała w Ustroniu. Zmarła w Szpitalu Śląskim w Cieszynie. 19 kwietnia 2007 została pochowana na cmentarzu w Sosnowcu. Przeżyła męża o sześć lat.
W kwietniu 1978 na wniosek Egzekutywy Komitetu Wojewódzkiego PZPR w Katowicach odznaczona Krzyżem Komandorskim z Gwiazdą Orderu Odrodzenia Polski. Odznaczenie w imieniu Rady Państwa PRL wręczył członek Biura Politycznego KC PZPR Zdzisław Grudzień. W 1997 wraz z mężem Edwardem otrzymała Medal za Długoletnie Pożycie Małżeńskie.